# Prithvirajsing Roopun
Prithvirajsing Roopun GCSK (24 de maio de 1959, também conhecido como Pradeep Roopun) foi Presidente da Maurícia de 2 de dezembro de 2019 a 6 de dezembro de 2024. Roopun foi membro do Parlamento entre maio de 2010 e novembro de 2019. Depois de deixar o Parlamento, foi eleito como o 7.º Presidente da Maurícia pela Assembleia Nacional em 2 de dezembro de 2019 e assumiu o cargo no mesmo dia.
A 15 de julho de 2024, foi agraciado com o grau de Grande-Colar da Ordem do Infante D. Henrique, de Portugal.